# Wolfenstein: Youngblood
Wolfenstein: Youngblood (с англ. — «Вольфенштайн: Юная кровь») — компьютерная игра в жанре шутера от первого лица, разработанная компаниями MachineGames и Arkane Studios. Спин-офф серии Wolfenstein. Издателем выступает компания Bethesda Softworks. Игра была анонсирована 11 июня 2018 года на выставке E3 2018. Выход состоялся 25 июля 2019 года.

## Сюжет
События игры происходят через 19 лет после событий Wolfenstein II: The New Colossus, в альтернативном 1980 году. К этому году Третий Рейх в прежнем виде уже не существует — революция, начатая героями в предыдущей части освободила сначала США, а затем Азию и Африку. Нацистам принадлежит на момент событий игры только Европа и часть Стран Балтии. Би-Джей Бласковиц, главный герой большинства прошлых игр серии, исчез, а его дочери-близнецы Джесс и Софи отправились на поиски своего отца в захваченный нацистами Париж.
Нацисты разрушили Эйфелеву башню, заменив её Башней Зиг (Победа), одной из четырёх «Башен угнетения», нависших над городом, а три другие — это Брудеры, выполняющие вспомогательные функции. Каждая из них является ключевой — есть четыре главных миссии на протяжении основной кампании. После того как сёстрам удаётся открыть последний терминал для Эбби в Брудере-3, то оказывается что Жак и Жужу, которые выдавали себя за лидеров сопротивления, являются генералом Лотаром Брандтом и его женой Жюли. Эта парочка хотела использовать парижское сопротивление в качестве прикрытия от гестаповцев, которые были посланы берлинским правительством для ликвидации Лотара, поскольку тот решил более не подчиняться столичным командирам и устроить свой Четвёртый Рейх, где он будет править самолично. Сёстры сбегают из подземелья после небольшой потасовки, в результате которой Эбби, их помощница и дочь Грейс Уокер, была ранена в левый глаз.
Джесс и Софи идут на городской променад и обнаруживают вход в «Лабораторию Икс», в конце-концов они находят своего отца, Би-Джея Бласковица, который бежал в Европу дабы разгадать загадку артефакта Даат Ихуд, найденного во время событий предыдущей игры и остановить «Машину Судного Дня», которая активировалась со смертью Адольфа Гитлера и начинает создавать ураганы по всей Земле, что впоследствии может сделать её непригодной для жизни. Би-Джей рассказывает дочерям, что во время своих экспериментов с артефактом Даат Ихуд, который он называет ручкой, обнаружил существование параллельных вселенных, включая ту, где Нацистская Германия проиграла войну в 1945 году. Это отсылает игроков к событиям первой игры, где Би-Джею иногда виднелись события из этой реальности. После воссоединения семьи, Би-Джей использует артефакт, чтобы усилить доспехи своих дочерей и направляет их на ликвидацию Лотара, который тем временем вместе с Жужу отвоевал свою старую штаб-квартиру в Башне Зиг, которая также является гостиницей, известной как Зигтурм Плаза и отдал приказ своим союзникам из Берлина начинать государственный переворот. При внезапной атаке на здание, сёстры ненароком убивают Жужу, пришибив её дверью лифта головой к полу, Лотару же было глубоко всё равно на смерть жены, он был одержим идеей убить сестёр и начать операцию «Вознесение». После следует бой в несколько этапов, который проходит по всей Зигтурм Плаза и заканчивается на крыше гостиницы смертью Лотара.
После сидя на крыше Зигтурм Плаза к сёстрам внезапно прилетает реактивный истребитель и открывает огонь по ним, но его тут же сбивает боевой конвертоплан с Би-Джеем, Аней Оливией и Грейс Уокер и семья снова воссоединяется. Однако вскоре, осознав угрозу, которую представляет собой Четвёртый Рейх, Би-Джей, Аня и Грейс улетают, чтобы призвать всех своих союзников для борьбы с этим злом. Джесс, Софи и Эбби остаются в Париже (намекая тем самым на режим «свободной игры»), чтобы защитить город от неизбежной контратаки Рейха.

## Игровой процесс
Wolfenstein: Youngblood является игрой в жанре шутера от первого лица. В начале игры игроку будет предложено выбрать уровень сложности. В отличие от прошлых игр серии, которые были преимущественно ориентированы на одного игрока, Wolfenstein: Youngblood имеет возможность кооперативного прохождения для 2 человек. Если пользователь решит играть без напарника-человека, то вторая главная героиня будет отдана под управление ИИ.
В игре присутствует прокачка персонажа, которая представлена повышением уровней. Набор способностей у главных героинь отличается. Плюс ко всему есть большая и достаточно проработанная система улучшения оружия и его покраски. Оружие разделено на три категории: лёгкое (leicht), среднее (gewehr) и тяжёлое (schwer).
Уровни имеют более открытую структуру, схожую с играми серии Dishonored. Поставленную задачу можно выполнить несколькими способами. В игре присутствуют основные и побочные миссии. Задания можно проходить в любом порядке, а некоторые — перепроходить многократно.

## Разработка
27 марта 2019 года стало известно, что над игрой работают 2 студии-разработчика: MachineGames, разработчик прошлых игр серии, и Arkane Studios, известная по серии игр Dishonored и Prey 2017 года. Йерк Густафссон, исполнительный продюсер игры, заявил, что дизайн уровней имеет много общего с играми серии Dishonored. Сюжетная кампания в Youngblood будет более короткой, чем в предыдущих частях. В результате время игры увеличится, появится гораздо больше побочных миссий, в том числе после прохождения основной кампании.
Версия игры для Windows будет поддерживать технологию трассировки лучей, адаптивный шейдинг и другие технологии для видеокарт GeForce RTX. Разработкой версии для Nintendo Switch занимается студия Panic Button, которая ранее портировала Doom 2016 года и Wolfenstein II: The New Colossus на данную игровую приставку.
Что касается кооперативного режима и нелинейности уровней, то Густафссон выразил опасения, что игра может не понравиться поклонникам из-за нововведений. Однако в предстоящих проектах MachineGames будет присутствовать онлайн-компонент.
22 июля 2019 года стало известно, что на старте игры не окажется поддержки рейтрейсинга. Это было добавлено 9 января 2020 года, однако DLSS-сглаживание обеспечивает среднюю частоту кадров лишь при разрешении 4К и 1440p, а в Full HD снижается.

## Выпуск
Wolfenstein: Youngblood была анонсирована 11 июня 2018 года на конференции Bethesda в рамках выставки E3 2018. 27 марта 2019 года было объявлено, что выход игры намечен на 26 июля. За 3 дня до выхода было объявлено, что версия для Windows выйдет на день раньше — 25 июля. Причины переноса Bethesda не объяснила. Игра распространяется в 2 изданиях — стандартном и Deluxe, в комплект которого входит Buddy Pass — пропуск, позволяющий проходить игру вместе с другом, который не имеет своей копии, а также ряд косметических предметов. В игре предусмотрены косметические микротранзакции, которые не влияют на игровой процесс, но при этом отсутствуют лутбоксы.
Йерк Густафссон отметил, что разработчики чётко придерживаются сюжета серии Wolfenstein и поэтому в Youngblood не будет Адольфа Гитлера. Действие разворачивается через 20 лет после The New Colossus, и в продолжении фюреру или его меха-воплощению места пока нет. Продюсер также напомнил игрокам о Wolfenstein 3D, где Бласковиц уже уничтожил нацистского вождя. Однако его возвращение в будущем не исключено.
Wolfenstein: Youngblood и Wolfenstein: Cyberpilot станут первыми играми в серии, которые выйдут в Германии без цензуры, а также первыми играми в немецкой рознице с изображением нацистской символики. Обе игры будут распространяться в Германии в двух вариантах: в «немецком» издании с цензурой и международном издании без неё.

## Отзывы и критика
| Сводный рейтинг       | Сводный рейтинг                                                |
| Агрегатор             | Оценка                                                         |
| --------------------- | -------------------------------------------------------------- |
| GameRankings          | - (PC) 64,93 % - (PS4) 60,11 % - (XONE) 67,27 % - (NS) 66,25 % |
| Metacritic            | (PC) 69/100 (PS4) 63/100 (XONE) 68/100 (NS) 66/100             |
| OpenCritic            | 67/100                                                         |
| Иноязычные издания    |                                                                |
| Издание               | Оценка                                                         |
| Destructoid           | 6/10                                                           |
| Game Informer         | 8,5/10                                                         |
| GameRevolution        | [ 39 ]                                                         |
| GameSpot              | 8/10                                                           |
| GamesRadar+           | [ 41 ]                                                         |
| IGN                   | 6,5/10                                                         |
| PC Gamer (US)         | 79/100                                                         |
| Daily Mirror          | [ 44 ]                                                         |
| The Guardian          | [ 45 ]                                                         |
| Русскоязычные издания |                                                                |
| Издание               | Оценка                                                         |
| 3DNews                | 5/10                                                           |
| PlayGround.ru         | 7/10                                                           |
| Riot Pixels           | 55 %                                                           |
| «Игромания»           | «Сойдёт»                                                       |
| «Игры Mail.ru»        | 8/10                                                           |
| «Канобу»              | 7/10                                                           |

Критики в целом оценили игру положительно, однако написали, что она уступает предыдущей части Wolfenstein II: The New Colossus. К достоинствам отнесены перестрелки, совместное прохождение, дизайн уровней, где каждый район Парижа интересно исследовать, к недостаткам — микротранзакции, отсутствие ярких персонажей, слабый сюжет.

Да, Wolfenstein: Youngblood — это действительно спин-офф, а не полноценная новая часть популярной серии. В ней появились новые герои, новые игровые механики и изменился общий подход к повествованию. Большинство этих нововведений вызывает крайне спорные чувства: либо они не работают, как должны, либо не нужны сами по себе.— Regnum
По мнению DTF, количество вопросов к Youngblood росло ещё с момента анонса: было непонятно, зачем выпускать кооперативный спин-офф, не завершив оригинальную трилогию. Появились подозрения, что Bethesda продаёт заведомо неудачную игру, которая в итоге и оказалась большим тизером третьей части. Дополнительно рецензент посчитал, что у MachineGames и Arkane Studios не получилось передать культуру 1980-х годов.
Йерк Густафссон ответил, что решения создателей продиктованы необходимостью — они вынуждены приспосабливаться к изменениям в игровом бизнесе, как поступает Ubisoft. Кроме того, производство шло в короткий срок. Все уровни были сделаны без возможности тестирования вторым игроком. Разработчики также должны ориентироваться на летсплей и потоковое вещание. С другой стороны, Bethesda прислушалась к жалобам игроков, а MachineGames работала над обновлениями, чтобы исправить многочисленные ошибки и сделать прохождение лучше для всех. В заметке о 10-летии студии MachineGames Густафссон признал, что разработчики упустили ряд возможностей, которые могли бы заметно облегчить им жизнь и повысить качество игры за сравнительно короткий срок. Это был очень рискованный проект, но Wolfenstein: Youngblood помогла команде подготовиться к будущему сиквелу — Wolfenstein 3.
Старший игровой директор Андреас Ойерфорс сообщил, что им было трудно работать в таком масштабном и амбициозном проекте и сложно следовать ожиданиям. Проблемы напарника с искусственным интеллектом сотрудник возложил на упорных игроков, а не на недочёты компании. По его словам, борьба с нацистами стала проблематичной со времён Wolfenstein II: The New Colossus, виной всему — рост «правого экстремизма» в западном мире и особенно в Интернете, что странно и неутешительно. О ситуации с геймплеем, персонажами, сюжетом и большим количеством технических ошибок Ойерфорс предпочёл не говорить.
Средняя оценка русских изданий на Критиканство.ру составила 58 баллов.